# Грузов Андрій Миколайович
Андрій Миколайович Грузов (1917—1974) — радянський, український звукооператор. Був членом Спілки кінематографістів України.

## Життєпис
Народився 17 липня 1917 р. в Києві в родині службовця. Закінчив Київський інститут кіноінженерів (1948). Працював у Пермському облуправлінні кінофікації, на заводі Кінап (1950—1951), старшим інженером (1951—1956).
З 1956 р. — звукооператор Київської кіностудії ім. О. П. Довженка.

## Фільмографія
Брав участь у створенні фільмів:
- «Долина синіх скель» (1954)
- «Далеке й близьке» (1955)
- «Таврія» (1957)
- «Гроза над полями» (1958)
- «Мар'ян Крушельницький» (1962)
- «Закон Антарктиди» (1963)
- «Два роки над прірвою» (1966)
- «Космічний сплав» (1965)
- «Київські мелодії»/ Киевские мелодии (1967, муз., к/м)
- «Помилка Оноре де Бальзака» (1968)
- «Викрадення» (1969)
- «Родина Коцюбинських» (1970)
- «Ніна» (1971)
- «Лаври» (1972)
- «Довга дорога в короткий день» (1972)
- «Дума про Ковпака» (1973, «Сполох») та ін.